# Patricia Quinn

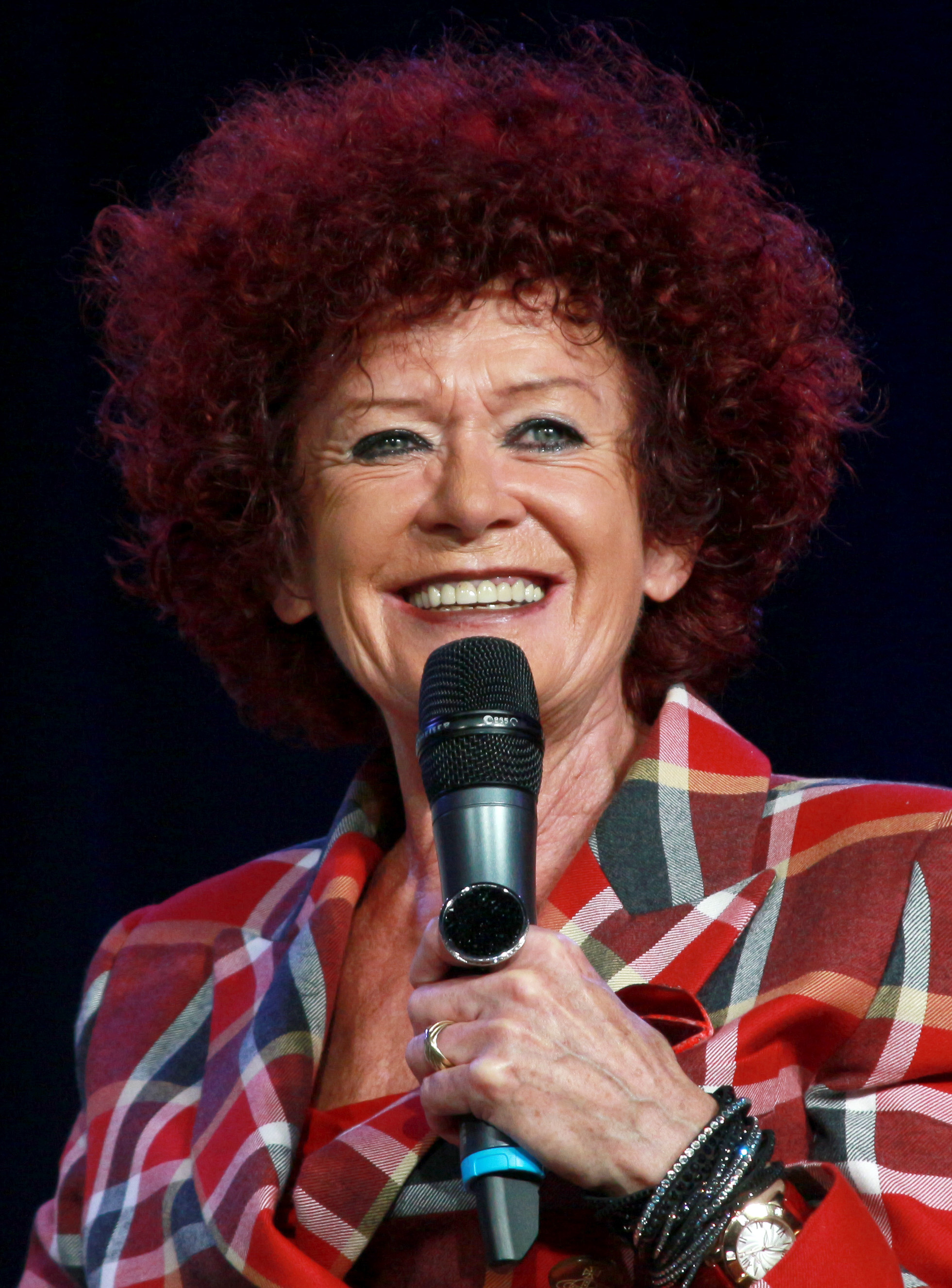
Patricia Quinn em 2016

Patricia Quinn (Belfast, 28 de maio de 1944) é uma atriz britânica, conhecida por sua atuação no papel de Magenta no filme The Rocky Horror Picture Show (1975). Tendo interpretado Magenta na montagem teatral do musical, em Londres, foi mantida no elenco para a adaptação ao cinema. Também são dela os lábios que aparecem cantando a música de abertura do filme.
Quinn também atuou em O Sentido da Vida (1983) e fez diversos trabalhos para a televisão britânica, incluindo Shock Treatment (1981, semi-sequência de Rocky Horror) e uma adaptação do romance Eu, Cláudio (1976).